# Idiots and Angels
Idiots And Angels è un film d'animazione diretto da Bill Plympton.

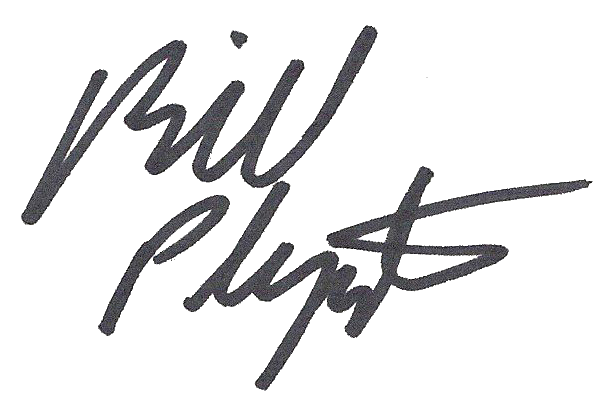
Firma di Bill Plympton, animatore, ideatore e regista del film

## Trama
Angel è un uomo insensibile, egocentrico ed egoista. La sua principale regola di vita è: "infischiarsene di tutto e di tutti". Si sa che chi pensa esclusivamente a se stesso, tanto buono non potrà mai essere...
Angel è considerato uno spregevole trafficante d'armi, attività che si svolge in un bar di periferia, nel quale altri personaggi più o meno anonimi ripetono ogni giorno le stesse cose, sprecando la loro esistenza.
Tuttavia un giorno sulla schiena di Angel spuntano due ali. Ogni tentativo di amputarle è vano, ed alla fine, si trasformano in vere e proprie ali angeliche, che costringono il "malcapitato" a compiere buone azioni, anche e soprattutto contro la sua volontà.
Con il passare del tempo Angel si rende conto del fatto che molte persone sono disposte a tutto pur di possedere un paio di ali per volare evitando di fare buone azioni. Da questo momento in poi, e dopo tante vicissitudini, per il protagonista verrà il momento di morire e risorgere nei panni di un uomo nuovo, accompagnato da un nuovo e sincero amore.

## Distribuzione
- negli Stati Uniti il 26 aprile 2008 (Tribeca Film Festival)
- in Grecia il 21 settembre 2008 (Athens Film Festival)
- in Belgio il 9 ottobre 2008 (Gent International Film Festival)
- in Canada il 18 ottobre 2008 (Toronto After Dark Film Festival)
- negli Stati Uniti il 18 ottobre 2008 (Chicago International Film Festival)
- in Argentina il 30 ottobre 2008 (Buenos Aires Rojo Sangre Film Festival)
- in Argentina il 7 novembre 2008 (Mar del Plata Film Festival) (Idiotas y ángeles)
- in Francia il 14 gennaio 2009 (Des idiots et des anges)
- negli Stati Uniti il 2 aprile 2009 (Ashland Independent Film Festival)
- negli Stati Uniti il 4 aprile 2009 (Wisconsin Film Festival)
- in Turchia il 5 aprile 2009 (Istanbul Film Festival) (Ahmaklar ve melekler)
- negli Stati Uniti il 16 aprile 2009 (Tallahassee Film Festival)
- in Repubblica Ceca il 2 maggio 2009 (AniFest Film Festival)
- nel Regno Unito il 4 maggio 2009 (Sci-Fi-London)
- negli Stati Uniti il 6 ottobre 2010 (New York City, New York)
- negli Stati Uniti il 29 ottobre 2010 (Los Angeles, California)
- in Serbia (Idioti i andjeli)

## Premi
Idiots and Angels ha vinto numerosi premi in tutto il mondo..